# Operacja Baawar
Operacja Baawar (z pasztuńskiego ubezpieczenie) – operacja wojskowa rozpoczęta 5 grudnia 2010 roku przez wojsko kanadyjskie i amerykańskie wspierane przez siły rządowe przeciwko talibom w prowincji Kandahar.

## Przebieg
Operacja rozpoczęła się 5 grudnia na zachód od miasta Kandahar. Główne działania odbywają się przede wszystkim w dystrykcie Pandżwai - talibskiej twierdzy. Główne działania zbrojne wykonuje  kanadyjski Task Force Kandahar, z 1. batalionu Royal Regiment. Wojska amerykańskie zapewniają wsparcie lotnicze, a afgańskie zabezpieczają drogę z Mushan do Sperwan Ghar.
7 grudnia Kanadyjczycy z Królewskiego Pułku 22 wchodzącego w skład 1 batalionu zdobyli kontrolę nad miejscowością Zangabad. W walce uczestniczyły czołgi Leopard 2A6M.
18 grudnia po stronie aliantów padła pierwsza ofiara. W wyniku wybuchu miny IED w dystrykcie Pandżwai zginął kanadyjski kapral Steve Martin.